# Interacción débil

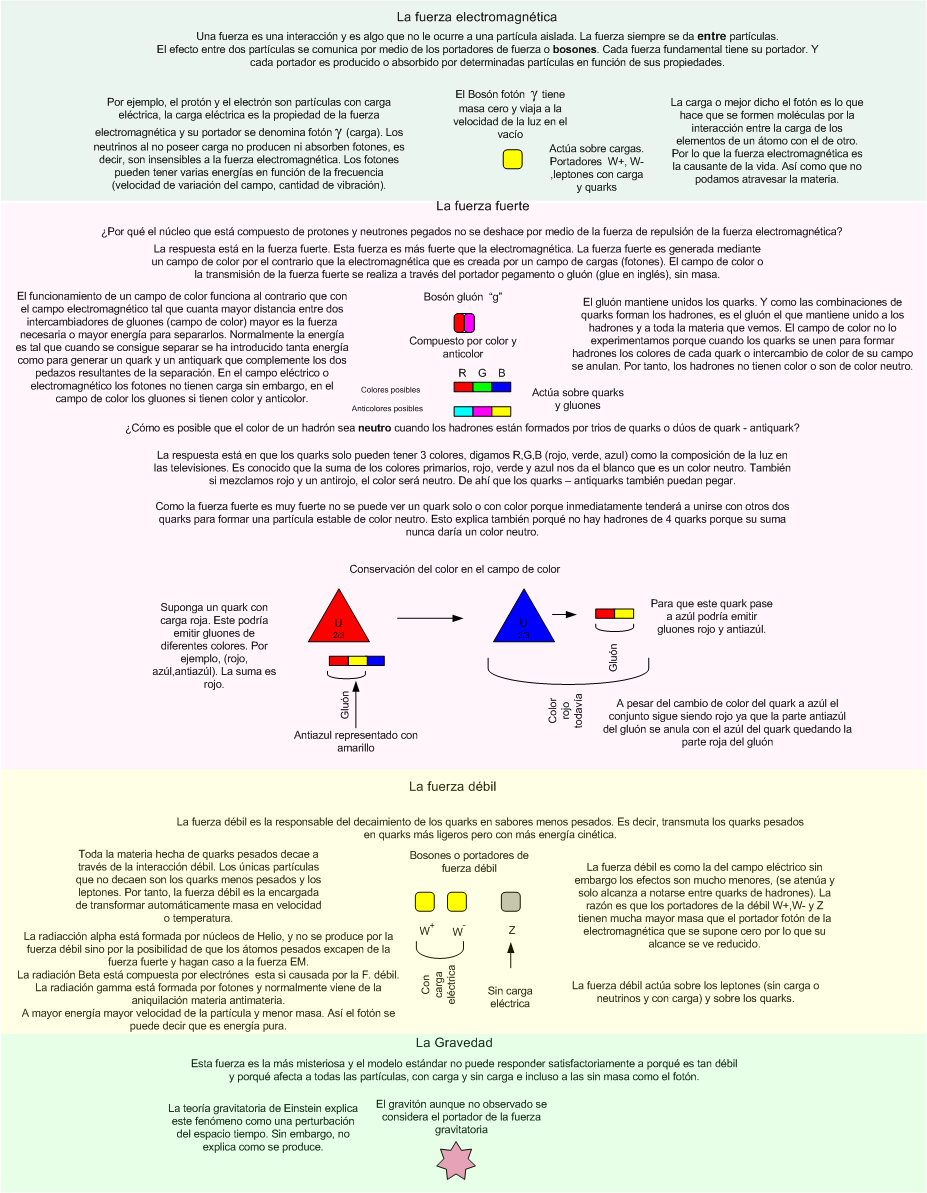
Cuadro explicativo de las 4 fuerzas fundamentales.

La desintegración «beta radiactiva» se debe a la interacción débil, que transforma un neutrón en un protón, un electrón y un antineutrino electrónico.

La fuerza nuclear débil, también llamada fuerza débil o interacción débil, es una de las cuatro fuerzas fundamentales de la naturaleza, junto con la fuerza nuclear fuerte, la gravedad y la fuerza electromagnética. La fuerza nuclear débil es la responsable de la desintegración radiactiva de las partículas subatómicas y es la iniciadora del proceso conocido como fisión nuclear. La teoría de la interacción débil se conoce también como flavordinámica cuántica (QFD, de las siglas en inglés), aunque el término casi no se utiliza porque la fuerza nuclear débil se entiende mejor en términos de la teoría electrodébil (EWT). Es una fuerza de muy corto alcance, 10–17 m.
Según el modelo estándar de física de partículas, la interacción débil es causada por la emisión o absorción de bosones W y Z; por tanto, se considera una fuerza sin contacto, al igual que las otras tres fuerzas fundamentales. La interacción débil afecta a todos los fermiones conocidos, es decir, las partículas que tienen un espín (una propiedad de todas las partículas) semientero. El efecto más conocido de esta emisión es la desintegración beta, que es una forma de radiactividad. Los bosones W y Z son mucho más pesados que los protones o neutrones; justamente eso explica el corto alcance de la interacción débil. De hecho, se denomina «débil» porque su intensidad de campo es varios órdenes de magnitud menor que la del electromagnetismo y la de la fuerza nuclear fuerte. Tiene una propiedad única -llamada cambio de sabor del quark — que no ocurre en ninguna otra interacción. Además, rompe la simetría de paridad y la simetría CP. El cambio de sabor permite que los quarks cambien el suyo en ese instante por uno de los otros cinco sabores.
La fuerza débil fue originalmente descrita en la década de 1930 por la teoría de Fermi de la interacción de cuatro fermiones de contacto: esto equivale a decir una fuerza sin alcance (es decir, completamente dependiente del contacto físico). Sin embargo, en la actualidad se describe como un campo que tiene un alcance (aunque muy pequeño). En 1968, la fuerza electromagnética y la interacción débil fueron unificadas cuando se descubrió que eran dos aspectos de una sola fuerza, que ahora se llama fuerza electrodébil. La teoría de la interacción débil se puede llamar «sabordinámica cuántica» (QFD, del inglés quantum flavordynamics ), en analogía con la cromodinámica cuántica (QCD) y la electrodinámica cuántica (QED).
Las interacciones débiles son más apreciables cuando las partículas experimentan una desintegración beta, y en la producción de deuterio y entonces helio a partir del hidrógeno que sostiene el proceso termonuclear del Sol. Esta desintegración también hace posible la datación basada en el carbono-14, ya que el carbono-14 se desintegra mediante la interacción débil en nitrógeno-14. También puede crear radioluminiscencia, la cual se usa en iluminación de tritio y en el campo relacionado de los betavoltaics. [5]
En el modelo estándar de la física de partículas, la fuerza débil se considera una consecuencia del intercambio de bosones W y Z que son muy masivos, y de acuerdo con la relación de indeterminación de Heisenberg son de corta vida, lo cual explica el escaso alcance de este tipo de fuerzas.

## Antecedentes
El Modelo Estándar de la física de partículas proporciona un marco uniforme para entender las interacciones electromagnética, débil y fuerte. Una interacción se produce cuando dos partículas (típicamente, pero no necesariamente, fermiones de spin semientero) intercambian bosones de espín entero, portadores de fuerza. Los fermiones implicados en estos intercambios pueden ser elementales (por ejemplo, electrón o quark) o compuestos (por ejemplo, protón o neutrón), aunque en los niveles más profundos, todas las interacciones débiles son en última instancia entre partículas elementales.
En la interacción débil, los fermiones pueden intercambiar tres tipos de portadores de fuerza, a saber, W+, W- y bosones Z. La masa de estos bosones es mucho mayor que la masa de un protón o de un neutrón, lo que concuerda con el corto alcance de la fuerza débil. De hecho, la fuerza se denomina débil porque su intensidad de campo en una distancia determinada es típicamente varios órdenes de magnitud menor que la de la fuerza nuclear fuerte o la fuerza electromagnética.
Los quarks, que forman las partículas compuestas como los neutrones y los protones, tienen seis "sabores" (up, down, strange, charm, top y bottom) que dan a esas partículas compuestas sus propiedades. La interacción débil es única, ya que permite a los quarks cambiar su sabor por otro. El intercambio de estas propiedades está mediado por los bosones portadores de fuerza. Por ejemplo, durante la desintegración beta, un quark down dentro de un neutrón se cambia por un quark up, convirtiendo así el neutrón en un protón y dando lugar a la emisión de un electrón y un antineutrino de electrón. Otro ejemplo importante de un fenómeno en el que interviene la interacción débil es la fusión de hidrógeno en helio que impulsa el proceso termonuclear del Sol.
La mayoría de los fermiones decaen por una interacción débil con el tiempo. Este decaimiento hace posible la datación por radiocarbono, ya que el carbono-14 decae por la interacción débil a nitrógeno-14. También puede crear radioluminiscencia, comúnmente utilizada en la iluminación con tritio, y en el campo relacionado de la betavoltaica.
La interacción débil es la única interacción fundamental que rompe la simetría de paridad, y del mismo modo, la única que rompe la simetría de paridad de carga.
Durante la época quark del universo temprano, la fuerza electrodébil se separó en las fuerzas electromagnética y débil.

## Historia
En 1933, Enrico Fermi propuso la primera teoría de la interacción débil, conocida como la Constante de Fermi. Sugirió que la desintegración beta podía explicarse mediante una interacción de cuatro fermiones, que implicaba una fuerza de contacto sin alcance.
Sin embargo, se describe mejor como un campo de fuerza sin contacto que tiene un alcance finito, aunque muy corto.[cita requerida] En la década de 1960, Sheldon Glashow, Abdus Salam y Steven Weinberg unificaron la fuerza electromagnética y la interacción débil demostrando que eran dos aspectos de una única fuerza, ahora denominada fuerza electrodébil.
La existencia de los bosones W y Z no se confirmó directamente hasta 1983.

## Descripción y propiedades

Diagrama que muestra las rutas de desintegración debido a la interacción débil cargada y alguna indicación de su probabilidad. La intensidad de las líneas viene dada por los parámetros CKM.

La interacción débil es un tipo de interacción entre partículas fundamentales, responsable de fenómenos naturales como la desintegración beta. Como interacción débil no solo puede ocasionar efectos puramente atractivos o repulsivos (como sucede por ejemplo con la interacción electromagnética), sino que también puede producir el cambio de identidad de las partículas involucradas, es decir, lo que se conoce como una reacción de partículas subatómicas.
La interacción débil con carga eléctrica es única en varios aspectos:
- Es la única interacción que puede cambiar el sabor de los quarks (es decir, cambiar un tipo de quark por otro).
- Es la única interacción que viola la P o simetría de paridad. También es la única que viola la simetría de carga-paridad CP.
- Tanto las interacciones eléctricamente cargadas como las eléctricamente neutras están mediadas (propagadas) por partículas portadoras de fuerza que tienen masas significativas, una característica inusual que se explica en el Modelo Estándar por el mecanismo de Higgs.

La primera teoría para entender la interacción débil se remonta a los años 1914, cuando Fermi propuso su teoría del decaimiento beta en 1933. Sin embargo, a finales de la década de 1960 se propuso una explicación más amplia y completamente satisfactoria, la teoría electrodébil que explicaba la interacción débil como un campo de Yang-Mills asociado a un grupo de gauge o simetría interna SU (2).
Originalmente se la denominó «fuerza nuclear débil», ya que la interacción débil está confinada a muy cortas distancias, de poco más que el núcleo atómico, y porque es muy débil en comparación la fuerza nuclear fuerte que mantiene unidos neutrones y protones. Sin embargo, si se tiene en cuenta que también es la responsable del decaimiento de partículas de la familia del electrón como el muon, fuera del núcleo, se prefiere llamar simplemente «débil». Sus efectos más considerables son debido a otra condición única: su cambio de sabor.
Debido a la debilidad de esta interacción, los decaimientos débiles son muy lentos comparados con los decaimientos fuertes o los electromagnéticos. Por ejemplo, un decaimiento electromagnético de un pion neutro tiene una vida de cerca de 10–16 segundos; mientras que un decaimiento débil cargado con un pion vive cerca de 10–8 segundos, es decir, cien millones de veces más largo. Un neutrón libre «vive» cerca de 15 minutos, haciéndola una partícula subatómica inestable con la vida media más larga conocida.

### Propiedades
La interacción débil afecta a todo leptón con quiralidad zurda y a los quarks. Es la única fuerza que afecta a los neutrinos (excepto por la gravitación, que no se puede evitar a escalas del laboratorio). La interacción débil es única en varios aspectos:
1. Es la única interacción capaz de cambiar su sabor
2. Es la única interacción que viola la paridad de la simetría P (ya que solo actúa sobre electrones, muones y tauones levógiros). Esta es también la única que viola la simetría CP.
3. Es la que media entre los bosones de gauge pesados. Esta característica inusual es explicada en el modelo estándar por el mecanismo de Higgs.

Debido a la gran masa de las partículas que transportan la interacción débil (cerca de los 90 GeV/c2), su vida media está limitada a cerca de 3×10−27  segundos, por el principio de incertidumbre. Incluso a la velocidad de la luz este límite efectivo del rango de la interacción débil de 10−18  metros, cerca de mil veces más pequeña que el diámetro del núcleo atómico.
Considérese un neutrón (contiene un quark up y dos quark down), aunque el neutrón es más masivo que su «hermano» nucleón (m (neutrón)= 939.5653 MeV, m (protón)=938.27203 MeV), no puede decaer en un protón (contiene dos quark up y un quark down) sin cambiar el sabor de uno de los quarks down. La interacción fuerte o el electromagnetismo no pueden cambiar su sabor, por lo que esto solo puede ocurrir a través de un decaimiento débil. En este proceso, un quark down en un neutrón cambia en un quark up emitiendo un bosón W, que luego se rompe en electrones de alta energía y un antineutrino electrónico. Los electrones altamente energéticos son radiación beta, esto es llamado desintegración beta.

## Tipos de Interacción

El diagrama de Feynman para la desintegración beta-menos de un neutrón en un protón, electrón y antineutrino de electrones, a través de un pesado intermedio bosón EN^{−}

Hay tres tipos básicos de vértices de la interacción débil (hasta la conjugación de la carga y el cruce simétrico). Dos de ellos envuelven bosones cargados, que son llamados «interacciones de corriente cargada». El tercer tipo es llamado «interacción de corriente neutral».
- Un leptón cargado (como un electrón o un muon) puede emitir o absorber un bosón W y convertirlo en su correspondiente neutrino.
- Un quark tipo down (con carga –1/3) puede emitir o absorber a un bosón W y convertirlo en una superposición de quark up. Al contrario, un quark up puede convertir en una superposición de quarks down. El contenido exacto de la superposición es dado por la matriz CKM.
- O bien un leptón o un quark puede emitir o absorber un bosón Z.

Dos interacciones de corrientes cargadas juntas son responsables del fenómeno de la desintegración beta. La interacción de corriente neutra fue la primera en ser observada en un experimento de dispersión de neutrinos en 1974 y en un experimento de colisiones en 1983.

### Interacción de corriente cargada
En un tipo de interacción de corriente cargada, un leptón cargado (como un electrón o un muon con carga -1) puede absorber un bosón W. (como un electrón o un muon, con carga -1) puede absorber un bosón W+ (una partícula con carga +1) y convertirse así en el correspondiente neutrino (con carga 0). (con carga 0), donde el tipo ("sabor") del neutrino (electrón, muon o tau) es el mismo que el tipo de leptón en la interacción, por ejemplo:
{\displaystyle \mu ^{-}+W^{+}\to \nu _{\mu }}
Del mismo modo, un quark de tipo down (d con una carga de -1⁄3) puede convertirse en un quark de tipo up (u, con una carga de +2⁄3), emitiendo un bosón W- o absorbiendo un bosón W+. Más concretamente, el quark de tipo down se convierte en una superposición cuántica de quarks de tipo up: es decir, tiene la posibilidad de convertirse en cualquiera de los tres quarks de tipo up, con las probabilidades dadas en las tablas de la matriz CKM. A la inversa, un quark de tipo up puede emitir una bosón W +, o absorber un bosón bosón W -, y así convertirse en un quark de tipo down, por ejemplo:
{\displaystyle {\begin{aligned}d&\to u+W^{-}\\d+W^{+}&\to u\\c&\to s+W^{+}\\c+W^{-}&\to s\end{aligned}}}
El bosón W es inestable por lo que decaerá rápidamente, con una vida muy corta. Por ejemplo:
{\displaystyle {\begin{aligned}W^{-}&\to e^{-}+{\bar {\nu }}_{e}~\\W^{+}&\to e^{+}+\nu _{e}~\end{aligned}}}
La descomposición de un bosón W en otros productos puede ocurrir, con probabilidades variables.
En la llamada desintegración beta de un neutrón (ver imagen, arriba), un quark down dentro del neutrón emite una partícula virtual bosón W+ y se convierte así en un quark up, convirtiendo el neutrón en un protón. Debido a la energía implicada en el proceso (es decir, la diferencia de masa entre el quark down y el quark up), el bosón W- sólo puede convertirse en un electrón y en un electrón-antineutrino. A nivel de quarks, el proceso puede representarse como:
{\displaystyle d\to u+e^{-}+{\bar {\nu }}_{e}~}

### Interacción de corriente neutra
En las interacciones de corriente neutra, un quark o un leptón (por ejemplo, un electrón o un muon) emite o absorbe un bosón Z neutro. Por ejemplo:
{\displaystyle e^{-}\to e^{-}+Z^{0}}
Como el bosón W+-, el bosón Z0 también decae rápidamente, por ejemplo:
{\displaystyle Z^{0}\to b+{\bar {b}}}
A diferencia de la interacción carga-corriente, cuyas reglas de selección están estrictamente limitadas por la quiralidad, la carga eléctrica y/o el isospín débil, la interacción corriente neutra Z boson0 puede hacer que dos fermiones cualesquiera del modelo estándar se desvíen: Tanto las partículas como las antipartículas de cualquier carga eléctrica, y tanto la quiralidad izquierda como la derecha, aunque la fuerza de la interacción difiere. Los únicos fermiones con los que el bosón Z0 no interactúa son los hipotéticos "estériles": Los antineutrinos quirales izquierdos y los neutrinos quirales derechos. Se denominan "estériles" porque no interactuarían con ninguna partícula del Modelo Estándar, pero hasta ahora siguen siendo totalmente una conjetura; no se sabe que tales neutrinos existan realmente.
La carga débil de número cuántico (Qw) cumple el mismo papel en la interacción de la corriente neutra con el Z0 que la carga eléctrica (Q, sin subíndice) hace en la interacción electromagnética: cuantifica la parte vectorial de la interacción. Su valor viene dado por:
{\displaystyle Q_{\text{W}}=2\,T_{3}-4\,Q\,\sin ^{2}\theta _{\text{W}}=2\,T_{3}-Q+\left(1-4\,\sin ^{2}\theta _{\text{W}}\right)\,Q~.}
Dado que el ángulo de mezcla débil {\displaystyle ~\theta _{\text{W}}\approx 29^{\circ }~,} la expresión entre paréntesis {\displaystyle ~\left(1-4\,\sin ^{2}\theta _{\text{W}}\right)\approx 0.06~,} con su valor variando ligeramente con la diferencia de momento (corriendo) entre las partículas involucradas. Por lo cual:
{\displaystyle Q_{\text{W}}\approx 2\,T_{3}-Q=\operatorname {sgn}(Q)\,\left(1-\left|Q\right|\right)~,}
ya que por convención {\displaystyle \operatorname {sgn} T_{3}\equiv \operatorname {sgn} Q~,} y para todos los fermiones involucrados en la interacción débil {\displaystyle ~T_{3}=\pm {\tfrac {1}{2}}~.}. La carga débil de leptones cargados es entonces cercana a cero, por lo que estos en su mayoría interactúan a través del acoplamiento axial con el Z.

## Violación de simetría
Las leyes de la naturaleza tienden a seguir siendo las mismas si se las mira con el mismo espejo de reflexión, la inversión de todos los espacios euclidianos. Se esperaba que los resultados de un experimento vistos vía un espejo fuesen idénticos a los resultados de una copia de todo el experimento reflejada en un espejo.  La, así llamada, ley de conservación de la paridad fue conocida por ser respetada por la gravitación clásica y el electromagnetismo, entonces se supuso que era una ley universal. Sin embargo, a mediados de los años 1950, Chen Ning Yang y Tsung-Dao Lee sugirieron que la interacción débil podría violar esta ley. Chien Shiung Wu y otros colaboradores descubrieron en 1957 que la interacción débil violaba la paridad, por lo que Yang y Lee obtuvieron el Nobel de Física de 1957 por su trabajo.
Aunque la interacción débil suele describirse según la teoría de Fermi como una interacción de contacto de cuatro fermiones, el descubrimiento de la violación de la paridad y la teoría de renormalización sugiere que era necesario un nuevo enfoque.
En 1957, Robert Marshak, George Sudarshan y posteriormente Richard Feynman y Murray Gell-Mann propusieron un V–A (vector menos un vector axial o levógiro) lagrangiano para interacciones débiles. En esta teoría, la interacción débil actúa solo en las partículas levógiras (y antipartículas dextrógiras). Puesto que la reflexión de un espejo de una partícula levógira es una partícula dextrógira, esto explica la máxima violación de la paridad.
Sin embargo, esta teoría permitía la conservación de una simetría compuesta CP. CP combina paridad P (intercambio derecha e izquierda) con conjugación de carga C (intercambio partículas y antipartículas). Los físicos se vieron nuevamente sorprendidos cuando en 1964, James Cronin y Val Fitch aportaron evidencia clara en la desintegración de un kaón, de que la simetría CP podía ser rota también, y que requirió más de dos generaciones de partículas lo que les valió el premio Nobel de Física de 1980.
A diferencia de la violación de la paridad, la violación del CP ocurre sólo en raras circunstancias. A pesar de su limitada ocurrencia en las condiciones actuales, se cree ampliamente que es la razón por la que hay mucha más materia que antimateria en el universo, y por lo tanto forma una de las tres condiciones de Andrei Sakharov para la bariogénesis.

## Teoría o modelo electrodébil

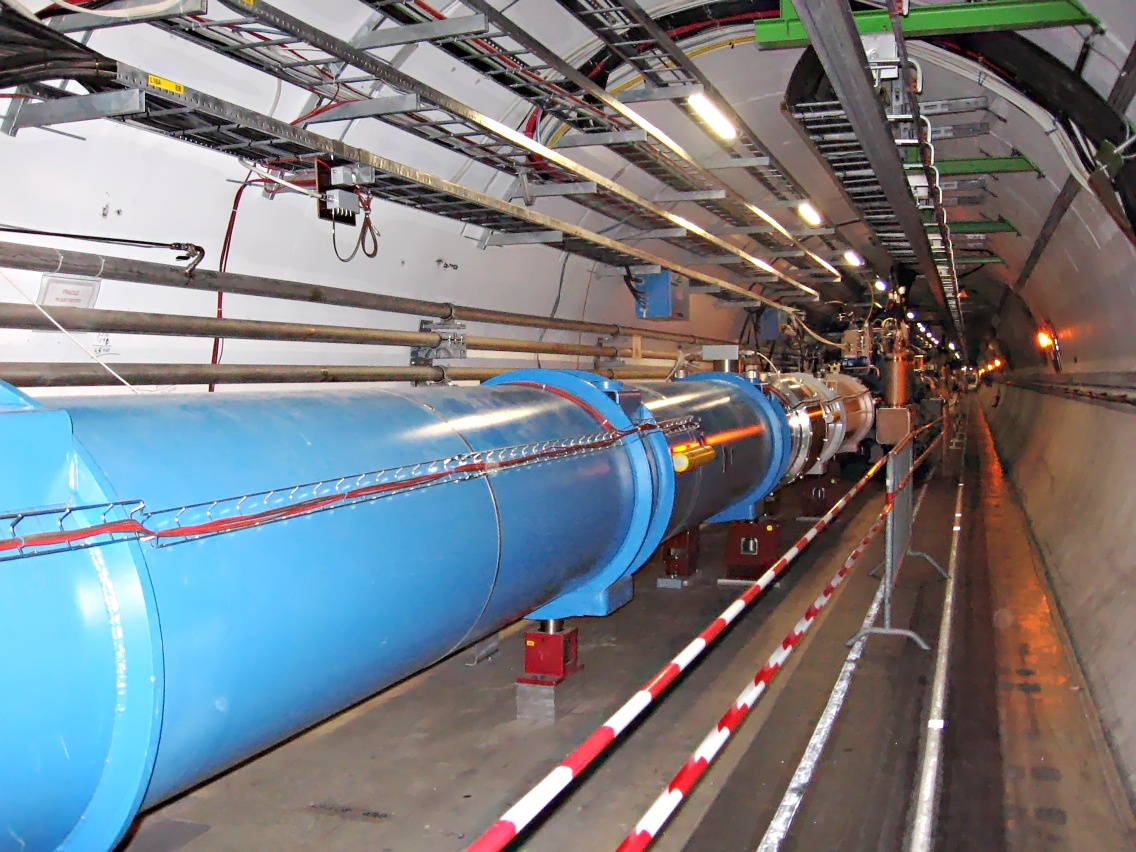
El túnel del Gran Colisionador de Hadrones (LHC) de la Organización Europea para la Investigación Nuclear (CERN), se compone de todos los imanes e instrumentos. La parte del túnel que se muestra está situada bajo el LHC P8, cerca del experimento LHCb.

El modelo estándar de la física de partículas describe la interacción electromagnética y la interacción débil como dos diferentes aspectos de una única interacción electrodébil, la teoría que fue desarrollada en 1968 por Sheldon Lee Glashow, Abdus Salam y Steven Weinberg. Ellos ganaron el Nobel de Física de 1979 por este trabajo. Esta teoría postulaba la existencia de dos bosones másicos los bosones W y Z que finalmente fueron encontrados empíricamente en 1983 en el CERN.
Acorde a la teoría electrodébil, a muy altas energías, pueden observarse cuatro bosones vectoriales de gauge sin masa y similares al fotón, junto con un campo de Higgs escalar (asociado al bosón de Higgs). Sin embargo, a bajas energías, la interacción con el bosón de Higgs ocasiona una ruptura espontánea de simetría electrodébil mediante el llamado mecanismo de Higgs. La ruptura de la simetría produce tres bosones de Goldstone sin masa que son «comidos» por tres de los bosones de gauge originales, adquiriendo una masa efectiva. Los tres bosones con masa son precisamente los bosones W y Z asociados a la interacción débil, mientras que el cuarto bosón permanece sin masa y es observable como el fotón del campo electromagnético.
Esta teoría tiene un número de predicciones impresionantes, incluyendo una predicción de la masa relativa de los bosones W y Z, antes de su descubrimiento en 1983. Experimentalmente el punto más complicado fue la detección del bosón de Higgs que solo se logró en abril de 2011 y se confirmó la detección en junio de 2012. Producir un bosón de Higgs fue uno de los grandes logros del LHC que se construyó en el CERN.